# Igor Wakhévitch
Igor Wakhévitch, né le 12 mai 1948 à Gassin (Var), est un compositeur français d'avant-garde actif depuis les années 1970. 

## Biographie
Il est le fils du décorateur de théâtre et de cinéma, Georges Wakhévitch. Née à Kichinev (Moldavie), sa mère, Marica, de son nom d'actrice Maria Carlo, avait été l'élève à Paris des acteurs et metteurs en scène russes, Georges et Ludmilla Pitoëff, qui l'avait accueillie au sein de leur famille. Elle était l'une des actrices favorites de Marcel Achard de l'Académie Française[réf. nécessaire], et avait joué au théâtre comme partenaire de Daniel Gélin, de Michel Simon, et bien d'autres. Amie proche de Jacques Prévert, de Bernard Blier, de Jean Marais et de Jean Cocteau[réf. nécessaire], Marica Wakhévitch devient plus tard la Directrice du prêt à porter et de la Boutique Yves Saint-Laurent, rue Spontini à Paris, à la création de la grande maison de couture. Elle fut également l'assistance d'Hubert de Givenchy[réf. nécessaire].
Igor Wakhévitch commence le piano classique dès l'âge de huit ans sous la direction de Brigitte Manceau. Il continue ses études de piano sous la direction de Marguerite Long, de Lucette Descaves, au Conservatoire national supérieur de musique de Paris. Il obtient un Premier Prix de piano à l'unanimité du jury à l'âge de 16 ans, puis devient l'élève d'Olivier Messiaen, obtenant un Premier Prix d'Analyse dans la classe du compositeur[réf. nécessaire],.
Auditionné à l'âge de douze ans à Paris au Théâtre des Champs-Élysées par Herbert von Karajan[réf. nécessaire], il étudie également en Suisse sous la direction d'Igor Markévitch, puis d'Yvonne Loriod et directement sous la direction d'Olivier Messiaen. 
Engagé par Lucien Morisse, il devient programmateur sur Europe no 1. 
Après sa rencontre avec Maurice Béjart, il compose ses premières œuvres qui seront créées au Théâtre des Champs-Élysées et diverses chorégraphies de Norbert Schmucki, dont Aor, une commande du Ministère de la Culture, créée au Palais Garnier qu'il co-signe avec Jean-Michel Jarre pour la partie électronique, lui composant la partie symphonique.
« Je voudrais aider à créer la musique de notre époque. J’aime écrire pour un ballet parce que c’est merveilleux d’allier le geste au son. Je souhaite pouvoir un jour mettre en scène une de mes œuvres et aussi participer à son exécution. Je souhaite aussi écrire de la musique de films. Quant à la musique pop, elle m’intéresse prodigieusement. Mais il arrive que le son électronique soit froid. J’essaye de le réchauffer en lui apportant des données spirituelles » explique-t-il en 1970 au moment de la parution de Logos.
Il compose de nombreuses œuvres pour la danse contemporaine, dont de nombreuses créations au Théâtre national de l'Opéra de Paris, au Festival d'Avignon, Festival d'Israël, Festival de Shiraz-Persepolis (Iran), Gœthe Institute à Mumbai (Inde), Grand Théâtre de Genève, T.N.P. Jean Vilar (Palais de Chaillot, Paris). Il compose pour la chorégraphe américaine Carolyn Carlson dont il signe la musique de ses principales créations au Théâtre national de l'Opéra de Paris, au Théâtre de la Ville (Les Fous d'Or), au Festival de Shiraz-Persepolis (Human Called Being), création en première mondiale en présence effective de Farah Pahlavi. 
Il compose la musique de l'Opéra-Poème en six parties de Salvador Dalí sur un livret de Manuel Vázquez Montalbán Être Dieu. Igor Wakhévitch est l'unique compositeur avec lequel Salvador Dali a travaillé de son vivant[réf. nécessaire], interprétant notamment son propre rôle (le divin Dali) auprès d'acteurs et actrices tels que Delphine Seyrig, Alain Cuny, Raymond Gérôme, avec la participation de Eve Brenner, le percussionniste Sylvio Gualda et les voix de Catherine Allégret, Didier Haudepin et Léon Zitrone. 
Igor Wakhévitch s'établit en Inde où il réside de façon permanente pendant de très nombreuses années[évasif]. En Inde (dans le sud) il continue à composer auprès d'artistes Indiens pour la danse, le théâtre, et pour des méditations collectives. À la suite du décès de sa mère en Inde en 2003, Igor Wakhévitch vit entre l'Inde et l'Europe.
En 2006, de retour en Europe, il compose Ahata-Anahata : un album microtonal en intonation juste basé sur le Système Semantic, que lui commande la Fondation Alain Daniélou. Puis en 2007, il fonde en Suisse Teental Recitals, une agence artistique consacrée exclusivement à la musique classique Indienne. 
Toute la discographie d'Igor Wakhévitch a été publiée par EMI-Pathé Marconi, ainsi qu'un album, Hathor, produit par Philippe Constantin et publié par Atlantic Records sous label WEA Filipacchi Music.  
Fractal Records fête l'anniversaire des 25 ans de l'arrivée en Inde d'Igor Wakhévitch en publiant le coffret de 6 CD Donc...  incluant les six albums publiés par EMI et Atlantic Records :  Logos (1970), Docteur Faust (1971), Les Fous d'or (1973) Hathor (1974), Nagual (1977), Let's Start (1979).

## Discographie
- Logos (Rituel sonore) (1970)
- Docteur Faust (1971)
- Être Dieu (1974)
- Hathor (Liturgie du souffle pour la résurrection des morts) (1974)
- Les Fous d'or (1975)
- Nagual (Les Ailes de la perception) (1977)
- Let's Start (1979)
- Ahata Anahata (2006)
- Kshatrya, the eye of the bird (2019)